# Vol Cameroon Airlines 3701
Le vol Cameroon Airlines 3701 est un vol reliant Cotonou à Douala. Le 3 décembre 1995, le Boeing 737-200 assurant ce vol s'écrase durant la phase d'approche de Douala ; seules cinq des 76 personnes à bord survivent.

## Appareil
L'avion est un Boeing 737-200 immatriculé TJ-CBE et baptisé le Nyong.

## Passagers et personnels navigant
76 personnes étaient à bord de l'appareil, dont 71 passagers (68 sont morts) et 5 membres d'équipage (3 morts). Deux bébés étaient à bord, dont un a survécu. Deux autres passagers étaient enregistrés mais n'ont pas embarqué à Cotonou.
Les passagers étaient Camerounais, Béninois, Maliens, Nigérians, Sénégalais et Européens.

## Polémiques
L'accident serait dû à un mauvais entretien de l'appareil par la société sud-africaine Transnet. Cette société aurait été condamnée à verser des dizaines de millions de dollars à la Camair, somme qui aurait été détournée par l'État, actionnaire de la compagnie aérienne. Dix-sept ans après l'accident, les familles des victimes se sont constituées en association pour obtenir des indemnisations.